# Mazuchówka
Mazuchówka [mazuˈxufka] (deutsch Masuchowken, 1936 bis 1945 Rodental (Ostpr.)) ist ein Dorf in der polnischen Woiwodschaft Ermland-Masuren. Es gehört zur Landgemeinde Wydminy (Widminnen) im Powiat Giżycki (Kreis Lötzen).

## Geographische Lage
Mazuchówka liegt in der östlichen Mitte der Woiwodschaft Ermland-Masuren, 20 Kilometer südöstlich der Kreisstadt Giżycko (Lötzen).

## Geschichte

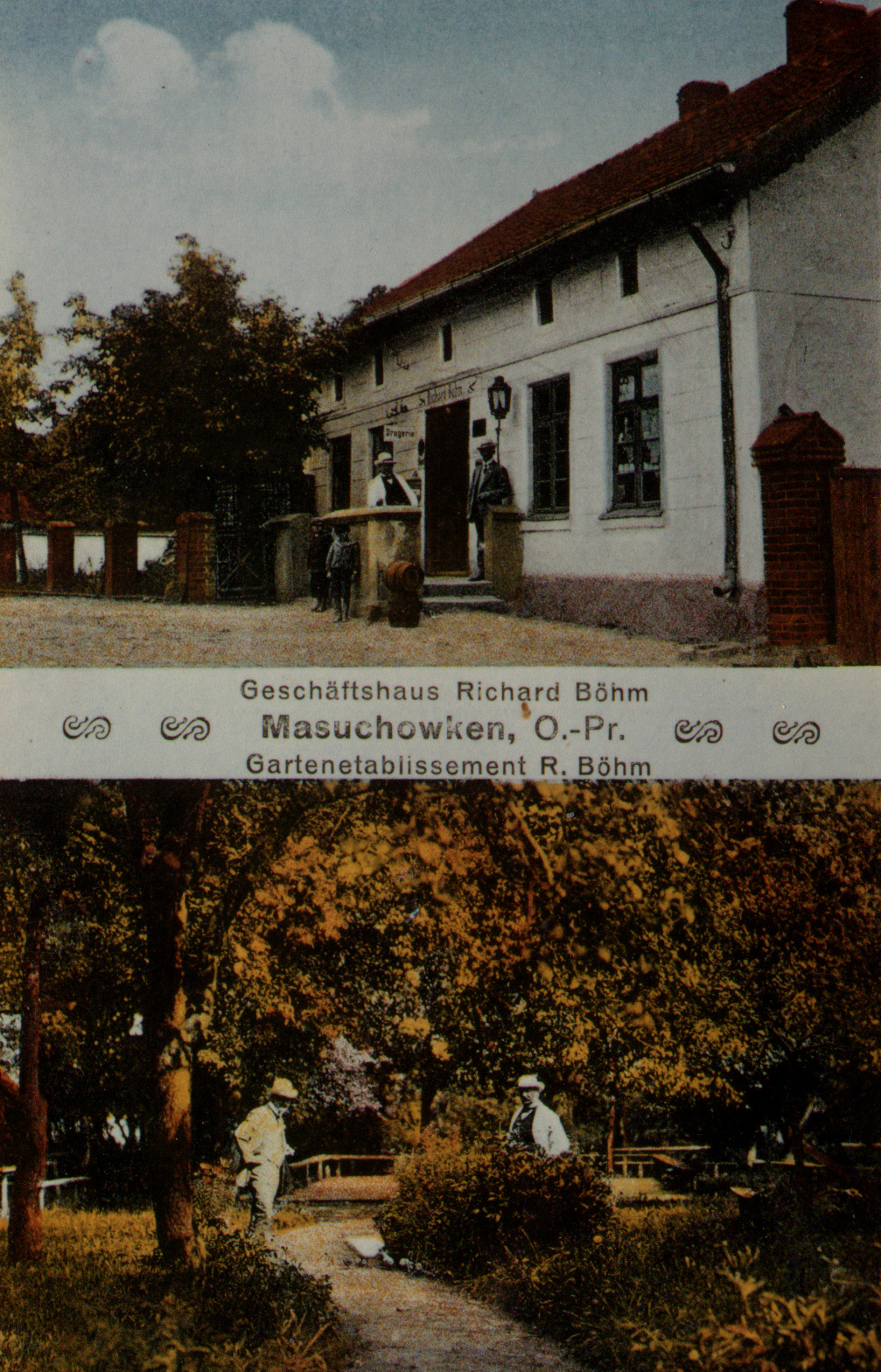
Geschäftshaus Richard Böhm (vor 1936)

Vor 1945 war Masuchowken ein Dorf mit einer Försterei, die wenige hundert Meter südwestlich lag. 
Von 1874 bis 1945 gehörte der Ort zum Amtsbezirk Groß Gablick (polnisch Gawliki Wielkie) im Kreis Lötzen im Regierungsbezirk Gumbinnen (1905 bis 1945: Regierungsbezirk Allenstein) in der preußischen Provinz Ostpreußen. Im gleichen Zeitraum war Masuchowken in das Widminnen (polnisch Wydminy) eingegliedert.
1910 zählte Masuchowken 1044 Einwohner, im Jahre 1933 waren es noch 968. 
Aufgrund der Bestimmungen des Versailler Vertrags stimmte die Bevölkerung im Abstimmungsgebiet Allenstein, zu dem Masuchowken gehörte, am 11. Juli 1920 über die weitere staatliche Zugehörigkeit zu Ostpreußen (und damit zu Deutschland) oder den Anschluss an Polen ab. In Masuchowken stimmten 720 Einwohner für den Verbleib bei Ostpreußen, auf Polen entfiel keine Stimme.
Am 8. Mai 1936 erhielt es die Umbenennung in „Rodental (Ostpr.)“. Die Einwohnerzahl belief sich 1939 auf 994.
1945 wurde das Dorf mit dem gesamten südlichen Ostpreußen in Kriegsfolge Polen zugeordnet. Als „Mazuchówka“ ist es heute Sitz eines Schulzenamtes (polnisch sołectwo) und eine Ortschaft im Verbund der Landgemeinde Wydminy (Widminnen) im Powiat Giżycki (Kreis Lötzen), vor 1998 der Woiwodschaft Suwałki, seither der Woiwodschaft Ermland-Masuren zugehörig.

## Religionen

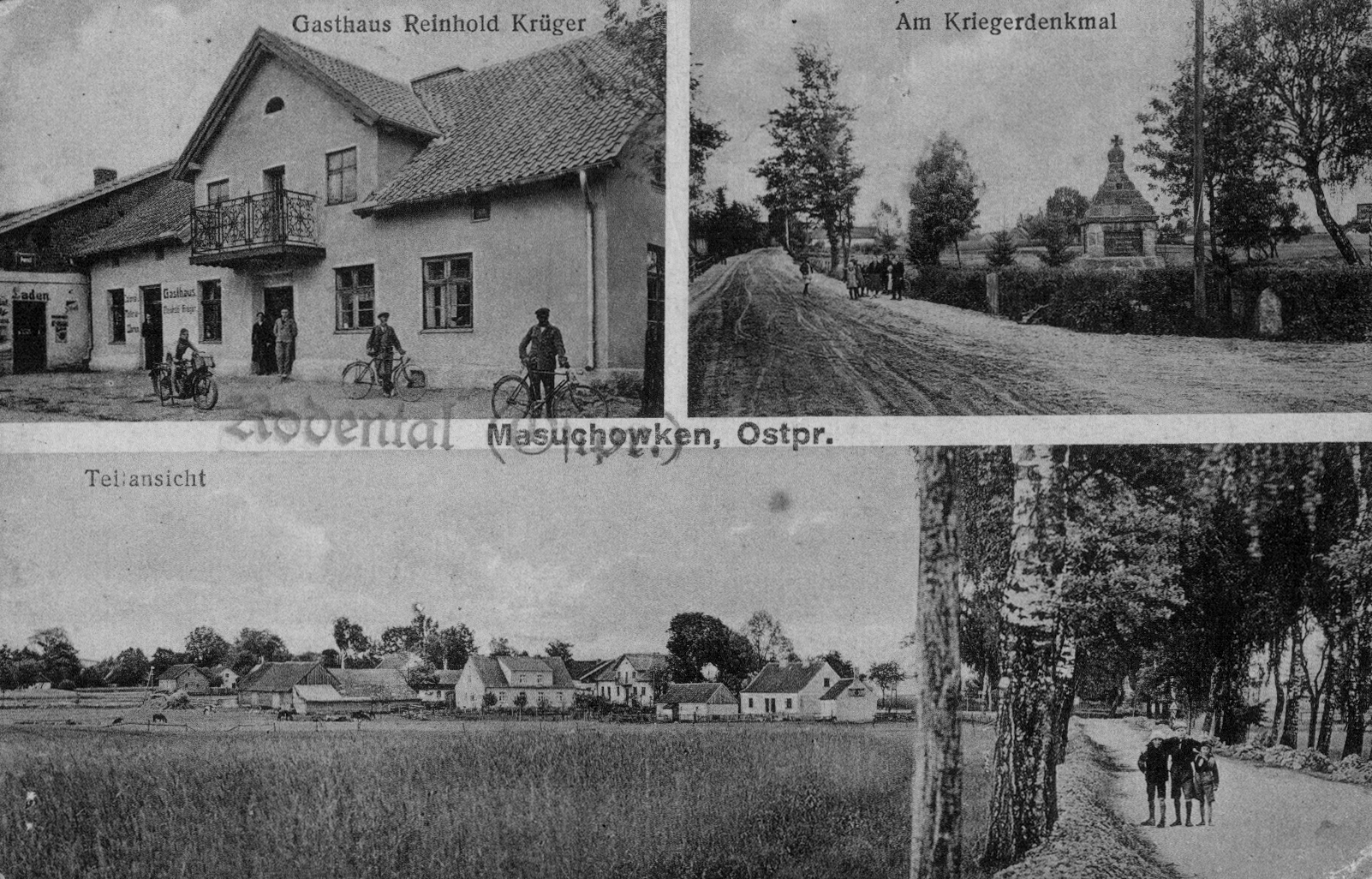
Ansichtskarte Masuchowken mit Namensstempel Rodental

Vor 1945 war Masuchowken in die evangelische Kirche Widminnen in der Kirchenprovinz Ostpreußen der Kirche der Altpreußischen Union sowie in die katholische Pfarrkirche Lötzen im Bistum Ermland eingepfarrt. 
Heute gehört Mazuchówka zur evangelischen Kirchengemeinde Wydminy, die jetzt eine Filialgemeinde der Pfarrei Giżycko in der Diözese Masuren der Evangelisch-Augsburgischen Kirche in Polen ist, sowie zur katholischen Pfarrkirche Wydminy im Bistum Ełk (Lyck) der Römisch-katholischen Kirche in Polen.

## Verkehr
Mazuchówka liegt an der Woiwodschaftsstraße DW 655, die die Kreise Giżycko (Lötzen) und Olecko (Oletzko/Treuburg) in der Woiwodschaft Ermland-Masuren mit dem Kreis Suwałki in der Woiwodschaft Podlachien verbindet. Außerdem besteht eine Straßenverbindung von der Nachbargemeinde Kruklanki (Kruglanken) nach hier.
Die nächste Bahnstation ist Wydminy (Widminnen) an der Bahnstrecke Głomno–Białystok.

## Persönlichkeiten
- Erich von Lojewski (1909–1970), deutscher Journalist und Schriftsteller